# Arthur W. Staats
Arthur W. Staats (Greenburgh, 17 de enero de 1924-Hawái, 26 de abril de 2021) fue un psicólogo estadounidense, Profesor Emérito de la Universidad de Hawái, donde desarrolló la mayor parte de su carrera hasta 1999, año de su retiro. Su labor se enmarca dentro de la psicología conductista, a la cual contribuyó significativamente tanto a nivel teórico como práctico. Fue el líder del movimiento denominado sucesivamente "conductismo social", "conductismo paradigmático" y más recientemente "conductismo psicológico", caracterizado por aglutinar y reorganizar aportes de valiosas posturas teóricas, metodológicas y tecnológicas, bajo el marco de un enfoque unificador: una perspectiva científico-filosófica llamada "positivismo unificado".
Además de aportar al estudio de las psicologías del aprendizaje, del comportamiento cognitivo, del lenguaje, del desarrollo, de la motivación, de la inteligencia y de la personalidad, entre otras contribuciones de peso, Staats introdujo el término de "análisis conductual" y la categorización evaluativa de trastornos de la conducta considerando sus déficits, excesos e inadecuaciones, además del uso tecnológico de la economía de fichas y del tiempo-fuera de reforzamiento.

## Biografía
Staats es originario de Nueva York (EE. UU.) pero su familia se trasladó a California cuando él tenía tres meses de edad transcurriendo su niñez y juventud entre intereses intelectuales y deportivos, y sirviendo posteriormente en la armada norteamericana durante la Segunda Guerra Mundial. 
Al graduarse de psicólogo en la Universidad de California sus inclinaciones científicas lo llevaron a desempeñarse en los campos del aprendizaje del comportamiento complejo, la personalidad y la evaluación clínica. Hacia 1955 comenzó a trabajar profesionalmente en la Universidad de Arizona y en el Center for Psychological Behaviorism and Radical Behaviorism. Después de 1960 emigró a Hawái, desempeñándose como profesor universitario y desarrollando su personal enfoque a través de numerosas publicaciones especializadas.
En la actualidad, desde el año 1998 la Asociación Estadounidense de Psicología promueve la "A. W. Staats Unifing Psychology Lecture", un evento anual en el cual se discute la problemática planteada por él sobre la unificación de la psicología.

## El conductismo psicológico
El conductismo psicológico es la formulación actualizada de las tesis de A. W. Staats, partiendo de un esquema heurístico empíricamente orientado acerca de varios e inclusivos niveles de interacción humana, que nace del contacto específico con los fenómenos que comprenden cada uno (teoría de marco referencial). Los niveles considerados por él son nueve: a) biológico, b) de aprendizaje animal básico, c) de aprendizaje humano, d) interacción social, e) desarrollo del niño, f) personalidad, g) evaluación psicológica, h) psicología anormal, e i) terapia de conducta.
Cada nivel requiere la construcción de una teoría particular en relación con principios básicos, pudiéndose a su vez armonizar con las teorías de los demás niveles porque todos ellos involucran aprendizaje. A esto se denomina una teoría general multinivel abierta y en desarrollo, de la cual se derivan conocimientos, que deben ser articulados e integrados mediante lo que llama una "teoría puente".
Un concepto central en este enfoque es el de aprendizaje acumulativo-jerárquico, donde se considera que las sucesivas agrupaciones de unidades pequeñas de conducta forman configuraciones de mayor complejidad. Ellas, una vez formadas como un conjunto, están sujetas a los principios de aprendizaje de la misma forma que ocurre en las respuestas unitarias simples. 
De esta manera cada nivel de conducta tiene su propia configuración específica, y constituye en sí una jerarquía superior con respecto a la acumulación inclusiva de aprendizajes en niveles anteriores.

## Evaluación y terapia de la conducta
Desde esta óptica se propone que la evaluación de los repertorios normales y anormales de la personalidad, organizados en sistemas cognitivo-lingüístico, emotivo-motivacional y motor-sensorial, se deben categorizar como déficit, excesos e inadecuaciones del comportamiento. 
Además se consideran los tests como instrumentos complementarios al trabajo conductual, proporcionando indicadores de los constituyentes verbal-motores de los individuos examinados. No obstante, el terapeuta conductista debe hacer un análisis científico de los reactivos que utiliza como información sobre los repertorios que hay que modificar.
La terapia paradigmática que se desprende del modelo teórico recoge la gama de técnicas conductuales y cognitivas, para aplicarlas a un gran sector de problemas humanos mediante un análisis de los repertorios que presentan desajustes, especificando los principios de aprendizaje acumulativo-jerárquico implicados en cada uno de ellos, ubicando respuestas claves para su modificación, y aplicando métodos de recondicionamiento conductual (manejo de contingencias), cognitivo (terapia de lenguaje), y afectivo (terapia respondiente).